# فیلیپ هرچر
فیلیپ هرچر (انگلیسی: Philipp Hercher؛ زادهٔ ۲۱ مارس ۱۹۹۶) بازیکن فوتبال اهل آلمان است.
از باشگاه‌هایی که در آن بازی کرده‌است می‌توان به باشگاه فوتبال نورنبرگ اشاره کرد.